# Thalassoma heiseri
Thalassoma heiseri är en fiskart som beskrevs av Randall och Edwards, 1984. Thalassoma heiseri ingår i släktet Thalassoma och familjen läppfiskar. IUCN kategoriserar arten globalt som livskraftig. Inga underarter finns listade i Catalogue of Life.